# Chance Meeting on a Dissecting Table of a Sewing Machine and an Umbrella
 (juillet 2017).
Si vous disposez d'ouvrages ou d'articles de référence ou si vous connaissez des sites web de qualité traitant du thème abordé ici, merci de compléter l'article en donnant les références utiles à sa vérifiabilité et en les liant à la section « Notes et références ».
Albums de Nurse With Wound
To the Quiet Men from a Tiny Girl
(1980)
Chance Meeting on a Dissecting Table of a Sewing Machine and an Umbrella est le premier album du groupe de musique industrielle et expérimentale britannique Nurse With Wound, enregistré en 1978 et sorti en 1979, sur leur label United Diaries.

## Présentation
Le titre de l'album est extrait des Chants de Maldoror (Chant VI) du poète français Lautréamont (1846-1870) : « la rencontre fortuite sur une table de dissection d’une machine à coudre et d’un parapluie ! ».
Chance Meeting on a Dissecting Table of a Sewing Machine and an Umbrella est réputé pour son extrême singularité, particulièrement s'agissant d'un premier album[réf. nécessaire].
Dans sa revue de l'album, le magazine Sounds le gratifie de cinq points d'interrogation, au lieu des cinq étoiles habituellement utilisées pour donner la note maximale. AllMusic le décrit comme « l'un des plus brillants exemples du noise industriel de la fin des années 1970 ».
Le magazine Fact classe l'album au 51e rang sur la liste « Les 100 meilleurs albums des années 1970 ».
L'album inclut la Nurse with Wound list.

## Liste des titres
|       | 'Face A'                                 |       |
| A1.   | Two Mock Projections                     | 6:21  |
| A2.   | The Six Buttons of Sex Appeal            | 13:13 |
|       | 'Face B'                                 |       |
| B1.   | Blank Capsules of Embroidered Cellophane | 28:19 |
| 47:54 |                                          |       |

| Titre bonus - Réédition CD digipack remastérisée Special Edition, 2001 | Titre bonus - Réédition CD digipack remastérisée Special Edition, 2001 | Titre bonus - Réédition CD digipack remastérisée Special Edition, 2001 | Titre bonus - Réédition CD digipack remastérisée Special Edition, 2001 | Titre bonus - Réédition CD digipack remastérisée Special Edition, 2001 | Titre bonus - Réédition CD digipack remastérisée Special Edition, 2001 | Titre bonus - Réédition CD digipack remastérisée Special Edition, 2001 | Titre bonus - Réédition CD digipack remastérisée Special Edition, 2001 | Titre bonus - Réédition CD digipack remastérisée Special Edition, 2001 | Titre bonus - Réédition CD digipack remastérisée Special Edition, 2001 |
| No                                                                     | Titre                                                                  | Durée                                                                  |                                                                        |                                                                        |                                                                        |                                                                        |                                                                        |                                                                        |                                                                        |
| ---------------------------------------------------------------------- | ---------------------------------------------------------------------- | ---------------------------------------------------------------------- | ---------------------------------------------------------------------- | ---------------------------------------------------------------------- | ---------------------------------------------------------------------- | ---------------------------------------------------------------------- | ---------------------------------------------------------------------- | ---------------------------------------------------------------------- | ---------------------------------------------------------------------- |
| 4.                                                                     | Strain, Crack, Break                                                   | 15:16                                                                  |                                                                        |                                                                        |                                                                        |                                                                        |                                                                        |                                                                        |                                                                        |
| 64:08                                                                  |                                                                        |                                                                        |                                                                        |                                                                        |                                                                        |                                                                        |                                                                        |                                                                        |                                                                        |

## Crédits

### Membres du groupe
- Nadine Mahdjouba : chant
- Steven Stapleton : synthétiseur, guitare, claviers, percussions, flûte, orgue
- John Fothergill : synthétiseur, guitare électrique
- Heman Pathak : synthétiseur, guitare, claviers
- Nicky Rogers : guitare
- Peter Hennig : piano

### Équipes technique et production
- Ingénierie : Nicky Rogers assisté de Peter Hennig
- Remastering – Denis Blackham (réédition 2001)
- Artwork – Steven Stapleton, Matt Black